# Catasauqua
Catasauqua is een plaats (borough) in de Amerikaanse staat Pennsylvania, en valt bestuurlijk gezien onder Lehigh County.

## Demografie
Bij de volkstelling in 2000 werd het aantal inwoners vastgesteld op 6588.
In 2006 is het aantal inwoners door het United States Census Bureau geschat op 6565, een daling van 23 (-0,3%).

## Geografie
Volgens het United States Census Bureau beslaat de plaats een oppervlakte van
3,4 km², waarvan 3,3 km² land en 0,1 km² water. Catasauqua ligt op ongeveer 123 m boven zeeniveau.

## Plaatsen in de nabije omgeving
De onderstaande figuur toont nabijgelegen plaatsen in een straal van 4 km rond Catasauqua.